# Stephanie D'Hose
Stephanie D'Hose (Roeselare, 1 juni 1981) is een Belgisch politica voor Open Vld.

## Biografie
D'Hose groeide op in Roeselare, waar het bedrijf van haar ouders gevestigd was. Ze doorliep haar middelbare studies in het Bisschoppelijk Lyceum der Grauwe Zusters en studeerde in 1999 af met een diploma Latijn-moderne talen. Vier jaar later, in 2003, behaalde ze met grote onderscheiding een master in de politieke wetenschappen aan de Universiteit Gent.

## Politieke loopbaan
Na haar studies politieke en sociale wetenschappen aan de Universiteit Gent begon Stephanie D'Hose in 2004 te werken als politiek secretaris voor toenmalig viceminister-president Fientje Moerman. In 2006 werd ze medewerkster van de Gentse schepen van Haven en Innovatie, Sas van Rouveroij. Toen van Rouveroij in 2009 volksvertegenwoordiger werd in het Vlaams Parlement, werd D'Hose zijn medewerkster tot 2014. In augustus van datzelfde jaar maakte ze de overstap naar het kabinet van Vlaams minister van Cultuur, Media, Jeugd en Brussel, Sven Gatz, waar ze tot in 2019 adjunct-kabinetschef was.
D'Hose was van 2000 tot 2006 voorzitter van Jong VLD Roeselare en van 2006 tot 2012 voorzitter van Jong VLD Gent. In 2012 groeide ze door naar Open Vld en werd verkozen tot gemeenteraadslid in Gent. Bij de gemeenteraadsverkiezingen van 2018 werd ze herkozen, waarna ze aangesteld werd tot fractieleider.
Op 26 mei 2019 werd D'Hose verkozen als Vlaams Parlementslid voor Open Vld. Ze behaalde 13.055 voorkeurstemmen. In het Vlaams Parlement ging ze zich vooral bezighouden met culturele dossiers en van 2019 tot 2020 was ze ondervoorzitter van de commissie Binnenlands Bestuur, Gelijke Kansen en Inburgering. Ook werd ze als deelstaatsenator afgevaardigd naar de Senaat. Bij de verdeling van de bevoegdheden binnen de regering-De Croo kreeg Open Vld in oktober 2020 het Senaatsvoorzitterschap in handen, een functie waarvoor D'Hose op 5 oktober werd voorgedragen. Ze was daarmee de jongste voorzitter van de Senaat ooit. Terwijl ze voorzitter was van de senaat, pleitte ze op 8 januari 2022 voor de afschaffing van de instelling. D'Hose bleef Senaatsvoorzitter tot aan de verkiezingen van 2024.
In januari 2022 werd ze, samen met Jasper Pillen, ondervoorzitter van Open Vld. Ze bleef deze functie bekleden tot in augustus 2024.
In 2023 publiceerde ze haar eerste boek 'The art of giving a fuck about art'. In dit boek schrijft D'Hose haar visie op de Vlaamse cultuursector neer.
Bij de Vlaamse verkiezingen van 9 juni 2024 werd D'Hose als lijsttrekker voor Open Vld in Oost-Vlaanderen herkozen in het Vlaams Parlement met 20.135 voorkeurstemmen. Ze werd vervolgens opnieuw afgevaardigd als deelstaatsenator. Deze keer werd ze er fractievoorzitter voor haar partij.
Bij de lokale verkiezingen van oktober 2024 werd ze herkozen als gemeenteraadslid, op de liberaal-socialistische kartellijst Voor Gent. Begin januari 2025 werd D'Hose fractieleider voor Voor Gent in de Gentse gemeenteraad.

## Uitslagen verkiezingen
| Verkiezing                      | Kieskring       | Datum           | Lijst             | Plaats op lijst | Voorkeursstemmen | Uitslag      | Partijuitslag binnen kieskring |
| ------------------------------- | --------------- | --------------- | ----------------- | --------------- | ---------------- | ------------ | ------------------------------ |
| Gemeenteraadsverkiezing         | Gent            | 8 oktober 2006  | Open Vld - Vivant | 20e plaats      | 663              | 11e opvolger | 21,04 %                        |
| Gemeenteraadsverkiezing         | Gent            | 14 oktober 2012 | Open Vld          | 4e plaats       | 1.773            | 6e titularis | 16,50 %                        |
| Federale parlementsverkiezingen | Oost-Vlaanderen | 25 mei 2014     | Open Vld          | 5e plaats       | 9.325            | 7e titularis | 18,12 %                        |
| Gemeenteraadsverkiezing         | Gent            | 14 oktober 2018 | Open Vld          | 4e plaats       | 3.245            | 4e titularis | 25,20 %                        |
| Vlaams Parlementsverkiezingen   | Oost-Vlaanderen | 26 mei 2019     | Open Vld          | 3e plaats       | 13.055           | 4e titularis | 15,8 %                         |
| Vlaams Parlementsverkiezingen   | Oost-Vlaanderen | 9 juni 2024     | Open Vld          | 1e plaats       | 20.135           | 1e titularis | 9,7 %                          |
| Gemeenteraadsverkiezing         | Gent            | 13 oktober 2024 | Voor Gent         | 52e plaats      | 2.497            | 9e titularis | 32,5 %                         |